# Trenton, Quận Washington, Wisconsin
Trenton là một thị trấn thuộc quận Washington, tiểu bang Wisconsin, Hoa Kỳ. Năm 2010, dân số của thị trấn này là 4.594 người.